# Commanderie d'Arbigny
La commanderie d'Arbigny était une commanderie hospitalière de l'ordre de Saint-Jean de Jérusalem, implantée dans le bourg d'Arbigny-sous-Varennes dans le département de la Haute-Marne, en région Champagne-Ardenne.

## Situation
La commanderie était située sur une colline au nord du village et appelée la Varenne-Noire. Une maison-Dieu aurait été fondée par les hospitaliers sur la pente menant à la commanderie, près d'une source que la croyance populaire disant miraculeuse,.

## Histoire
La commanderie a probablement été fondée vers le milieu du XIIe siècle, car dès 1153 les hospitaliers et le prieur de Varennes se disputent la possession de l'église du village, provoquant l'intervention de l'évêque de Langres qui l’adjuge aux premiers en échange d'une rente annuelle que ceux-ci devront s'acquitter en faveur des seconds.
La maison hospitalière est incendiée en 1312 et un hôpital est alors bâti par les frères sur la pente menant à l'ancienne commanderie, à l'emplacement d'une source soi-disant miraculeuse, car guérissant la fièvre. Les habitants des villages environnants s'y rendaient par la suite en procession le jour de la Saint Jean-Baptise, patron du village. L'hôpital s’arrêta au milieu du XVIe siècle, l'église actuelle du bourg est alors construite à l'emplacement de son ancienne chapelle, et est remplacé par une maison de l'ordre qui continue de porter le titre de commanderie, bien que placée sous la dépendance de celle de Langres puis de La Romagne.

## Liste des commandeurs
Le nom de seulement quelques maîtres et commandeurs sont encore connus(liste non exhaustive)[à développer] :
- Simon, maître en 1276, dit prieur d'Arbigny ;
- Guillaume de Bellerame, maître en 1293 ;
- Erard de Beaufremont, commandeur de Robécourt, Metz et Arbigny en 1448 ;
- Louis-Victor de Folin-Villecomte, commandeur en 1684.

## Dépendances
Outre le village d'Arbigny-sous-Varennes, la commanderie possédait également celui de Rougeux, situé à près de 6 kilomètres au sud.
Lors de sa vente en 1791, la commanderie ne comprenait alors plus que :
- à Arbigny-sous-Varennes : des terrages, des prés et des vignes vendus 211 765 livres ;
- à Charmoy : des terrages et des prés vendus 74 040 livres ;
- à Varennes-sur-Amance : des vignes vendues 1 100 livres[2].

## Confusion historique
De nombreux chercheurs et historiens, notamment jusqu'au XIXe siècle, ont attribué à tort la fondation de la commanderie d'Arbigny à l'ordre du Temple. Il s'agit bien entendu d'une erreur, d'autant plus que certains de ces mêmes auteurs mentionnent également le différend entre les hospitaliers et le prieuré de Varennes en 1153.

## Sources
- Émile Jolibois, La Haute-Marne ancienne et moderne : Dictionnaire géographique, statistique, historique et biographique de ce département, Chaumont, Imprimerie et lithographie la veuve Miot-Dadant, 1858 (lire en ligne).
- Jean Baptiste Carnandet, Géographie historique industrielle et statistique du département de la Haute-Marne, Chaumont, Simonnot-Lansquenet, libraire-éditeur, 1860 (lire en ligne).
- Charles-François Roussel, Le diocèse de Langres : histoire et statistique, t. 2, Langres, Librairie de Jules Dallet, éditeur, 1875 (lire en ligne)
- L'abbé Grassot, Histoire du Bassigny Champenois, Langres, Imprimerie et librairie Rallet Bideaud, 1892 (lire en ligne).
- L'abbé Briffaut, « Histoire de la Vallée de l'Amance : ancien doyenné de Pierrefaite comprenant quarante villages », Revue de Champagne et de Brie, Arcis-sur-Aube, Imprimeur-éditeur Léon Frémont, vol. série 2, tome 3,‎ 1891, p. 69-84 puis 184-201 puis 280-301 puis 350-368 puis 441 -452 puis 578-592 et 706-708 (lire en ligne sur Gallica).